# Bohuňovice (ort i Tjeckien, Olomouc)
Bohuňovice är en ort i Tjeckien.   Den ligger i regionen Olomouc, i den östra delen av landet, 210 km öster om huvudstaden Prag. Bohuňovice ligger 230 meter över havet och antalet invånare är 2 390.
Terrängen runt Bohuňovice är platt åt sydväst, men åt nordost är den kuperad.Runt Bohuňovice är det tätbefolkat, med 476 invånare per kvadratkilometer. Närmaste större samhälle är Olomouc, 7,9 km söder om Bohuňovice. I omgivningarna runt Bohuňovice växer i huvudsak blandskog.